# 9-Borabicyclo(3.3.1)nonan
9-Borabicyclo[3.3.1]nonan, häufig als  9-BBN abgekürzt, ist ein Organoboran. Der farblose Feststoff wird in der organischen Chemie als Reagenz zur Hydroborierung benutzt.

## Darstellung
9-BBN wird durch die Umsetzung von 1,5-Cyclooctadien mit Boran-Komplexen, in etherischer Lösung hergestellt (etwa mit Dimethylsulfidboran oder einem Komplex mit Tetrahydrofuran).

## Eigenschaften
Die Verbindung ist ein über die Wasserstoffatome verknüpftes Dimer, das bei Anwesenheit eines reduzierbaren Substrates leicht gespalten wird. Wie andere Organoborverbindungen ist auch 9-BBN pyrophor und wird daher meistens als Lösung in Tetrahydrofuran eingesetzt.
Als Feststoff liegt 9-BBN ausschließlich als Dimeres vor, ebenso in gewissen organischen Lösungsmitteln; es kann in Lösung jedoch auch ein Gleichgewicht zwischen dem dimeren 9-Borabicyclo[3.3.1]nonan und der (mit dem Lösungsmittel komplexierten) monomeren Form vorliegen.

## Verwendung
9-BBN kann neben der Hydroborierung auch in Suzuki-Reaktionen eingesetzt werden.
Durch seine hohe sterische Hinderung durch den Cyclooctyl-Substituenten führt 9-BBN bei der Hydroborierungsreaktion im Vergleich zu Boranen praktisch ausschließlich zum Anti-Markownikow-Produkt.